# Aïn Smara
Ain Semara là một đô thị thuộc tỉnh Constantine, Algérie. Dân số thời điểm năm 2002 là 24.426 người.